# کالینز (دهانه)

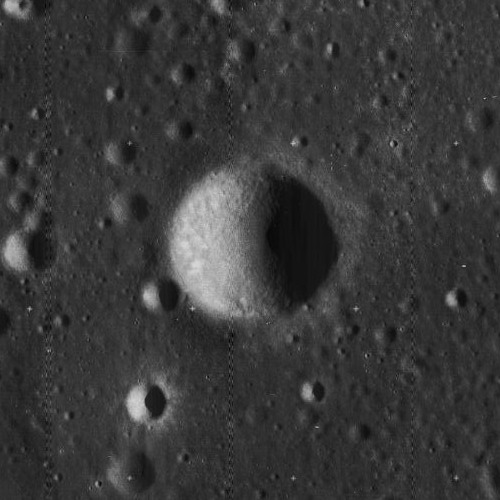
دهانه کالینز

کالینز یک دهانه برخوردی در ماه‌ است.